# Lääkintöneuvos
Lääkintöneuvos (finnisch) oder medicinalråd (schwedisch, beide wörtlich „Medizinalrat“) ist ein Ehrentitel, der vom Präsidenten der Republik Finnland an Persönlichkeiten vergeben wird, die im medizinischen Bereich tätig sind oder waren. 
Der Titel gehört zur Gruppe 7 der finnischen Ehrentitel; die auf den Titel zu zahlende Stempelsteuer beträgt entweder 8 700 Euro oder 2 200 Euro. Der Titel ist ehrenamtlich und bringt keine Verantwortung oder Privilegien mit sich. So wie alle anderen finnischen Ehrentitel ist er nicht erblich.
Der Titel wurde erstmals 1919 dem damaligen Vorsitzenden des Finnischen Ärztebundes Artur Tollet verliehen. Bis zum Jahr 2013 erhielten ihn insgesamt 299 Personen.

## Name
Die Finnische Staatskanzlei empfiehlt die Namen der Ehrentitel nicht in andere Sprachen zu übersetzen, sondern einen der beiden originalsprachlichen Namen auch beim Gebrauch des Titels im Ausland zu verwenden, ggf. mit der zusätzlichen Erklärung „finnischer Ehrentitel“.
 

„Medizinalrat“ ist die wörtliche Übersetzung der Originalbezeichnung lääkintöneuvos bzw. medicinalråd. Im verfassungsgemäß zweisprachigen Finnland haben in der Regel alle offiziellen Namen, Titel und dergleichen sowohl eine finnische als auch eine schwedische Form. Beide Amtssprachen sind laut Finnischer Verfassung gleichberechtigt. 

## „Medizinalrat“ als Amtsbezeichnung
In Finnland ist lääkintöneuvos bzw. medicinalråd ebenfalls eine Amtsbezeichnung für höhere Beamte in der Gesundheitsabteilung des Sozial- und Gesundheitsministeriums.